# Fundação Interamericana de Defesa dos Direitos Humanos
A Fundação Interamericana de Defesa dos Direitos Humanos (FidDH) foi criada em 2003, pelos ex-presidentes da Comissão Interamericana de Direitos Humanos (CIDH) Cláudio Grossman, Jorge Enrique Taiana e Hélio Bicudo, com o propósito de fortalecer a luta em defesa dos Direitos Humanos nas Américas.
Sua atividade principal concentra-se na apresentação e acompanhamento de casos de violação dos direitos humanos junto à Cidh e à Corte Interamericana de Direitos Humanos.